# モリアザミ
モリアザミ（森薊、学名: Cirsium dipsacolepis）は、キク科アザミ属の多年草。別名はゴボウアザミ、ヤブアザミ、山菜名でヤマゴボウ、キクゴボウなどとよばれる。

## 分布と生育環境
分布域は広く、日本では本州（岩手・秋田県以南）、四国、九州に分布する。山地や野原などの日当たりの良い乾いた草原に見られる。

## 特徴

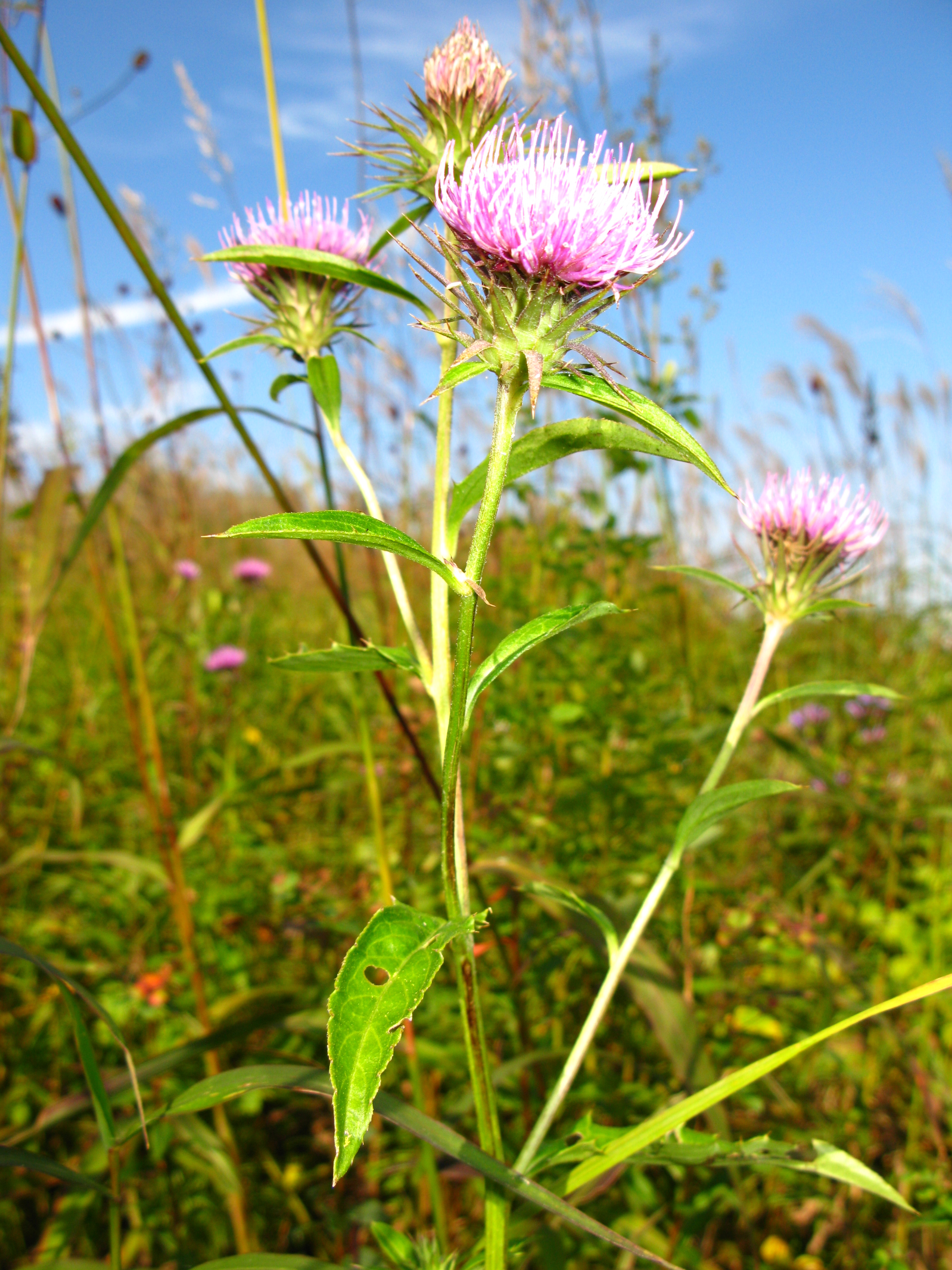
総苞片はとげ状を呈する

茎は直立して、分枝しながら高さは1メートル (m) ほどになる。葉は羽状に中裂または深裂し、縁に鋭いとげがある。
花期は秋（9 - 10月）で、茎の頂部を上向きに3個ほどの花をつける。花はたくさんの筒状花からなる頭状花序（頭花）で、花の色は紅紫色である。総苞は粘らない。頭花の基部にある総苞片が極端に長く、とげ状になるのが特徴である。花期には根生葉は残っていない。
根は太く、直径は2センチメートル (cm) ぐらいになり、下向きにまっすぐ伸びる。菊ごぼうと称して食用にも供される。俗に「ヤマゴボウ」ともよばれるが、有毒のヤマゴボウ科ヤマゴボウ属の植物とはまったく別種なので、注意を要する。

## 食用
秋に根を掘り採って食用とする。採取時期は、東北地方が9 - 11月ごろ、関東以西では9 - 12月ごろとされる。根は適当な大きさに切ってから茹でて水にさらし、煮物やきんぴら、天ぷらにして食べられている。
味噌漬けや醤油漬けにしてもおいしく、観光地などでは山牛蒡（やまごぼう）の名で売られている。植物名のヤマゴボウ（標準和名：ヨウシュヤマゴボウ）はアザミの仲間とは全く異なる別の植物で、有毒植物であるので、間違えないように注意を要する。